# Grant Township (Clinton County, Iowa)
Die Grant Township ist eine von 18 Townships im Clinton County im Osten des US-amerikanischen Bundesstaates Iowa.

## Geografie
Die Grant Township liegt im Osten von Iowa rund 50 km westlich des Mississippi, der die Grenze zu Illinois bildet. Die Grenze zu Wisconsin befindet sich rund 75 km nördlich.
Die Grant Township liegt auf 41°53′54″ nördlicher Breite und 90°43′08″ westlicher Länge und erstreckt sich über 93,58 km².
Die Grant Township liegt im westlichen Zentrum des Clinton County und grenzt im Norden an die Brookfield Township, im Nordosten an die Bloomfield Township, im Osten an die Welton Township, im Südosten an die Orange Township, im Süden an die Olive Township, im Südwesten an die Spring Rock Township, im Westen an die Liberty Township und im Nordwesten an die Sharon Township.

## Verkehr
Durch die Center Township führen keine überregionalen Fernstraßen. Alle Straßen sind County Roads sowie weiter untergeordnete und zum Teil unbefestigte Fahrwege.
Die nächstgelegenen Flugplätze sind der rund 15 km nördlich der Township gelegene Maquoketa Municipal Airport und der rund 40 km östlich gelegene Clinton Municipal Airport. Der nächstgelegene größere Flughafen ist der rund 65 km südlich gelegene Quad City International Airport.

## Bevölkerung
Bei der Volkszählung im Jahr 2010 hatte die Township 264 Einwohner. In der Grant Township existiert keine Siedlung, die Einwohner leben verstreut über das gesamte Gebiet der Township.